# 荧光共振能量转移

FRET典型時間尺度表示之"雅布隆斯基"(Jablonski)圖

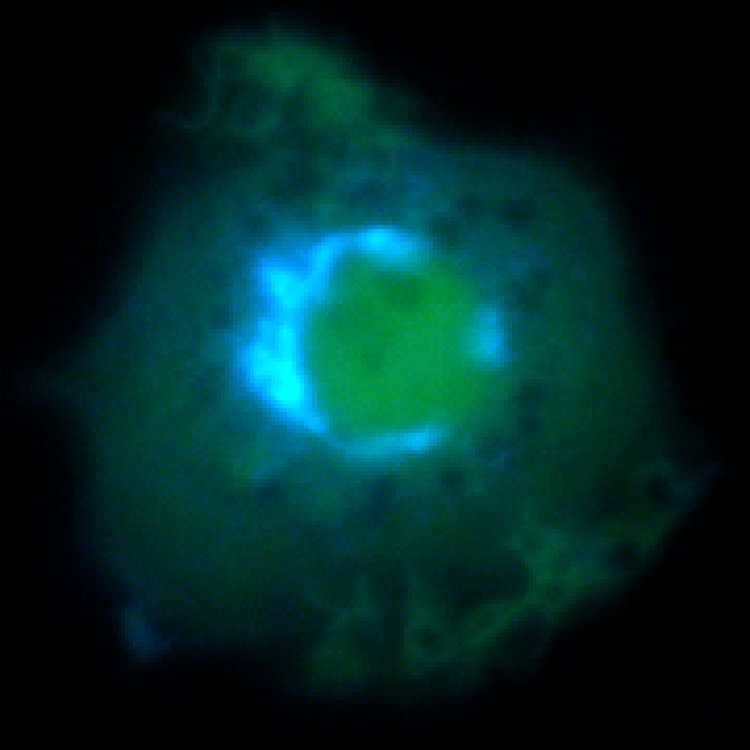
荧光标记的鳥苷 5'-三磷酸 水解酶 ARF 显示蛋白在活巨噬细胞里位于高尔基体。

荧光共振能量转移，是描述两个生色团之间能量转移的一种机制。
激发态上的供体生色团，有可能通过偶极耦合将能量传递给受体生色团（两者距离通常在1nm附近）。
福斯特能量共振转移（FRET）类似于近场传输，即反应的作用距离远小于激发光的波长。在近场区域，激发态的供体生色团发射虚拟光子，光子旋即被受体发色团吸收。该些光子是无法探测的，因为他们的存在违反了能量和动量守恒。因此福斯特能量共振转移被认为是无辐射过程。从量子电动力学计算，我们可以确定无辐射和辐射能量转移分别是统一场下的短程和长程近似。

## 术语
这一机理被称为'福斯特共振能量转移'，以德国科学家特奥多·福斯特命名。当两发色团都为荧光体，则该机理也称荧光共振能量转移，尽管实际上能量并非通过荧光来完成转移。由于这一现象基于非辐射的能量传递，为了避免名称误导，我们更倾向于采用福斯特能量共振转移的命名方式，而非荧光共振能量转移，虽然大量科学文献偏爱后者。还应当注意，FRET不限于荧光。 它也可以与磷光有关。

## 延伸閱讀
- doi:10.1016/S0959-440X(00)00190-1 Recent advances in FRET: distance determination in protein–DNA complexes.  Current Opinion in Structural Biology 2001, 11(2), 201–207

## 外部連結
- Browser-based calculator to find the critical distance and FRET efficiency with known spectral overlap（页面存档备份，存于）
- FRET description
- Fluorescence Resonance Energy Transfer (FRET) Microscopy（页面存档备份，存于）